# Bánh mì vòng

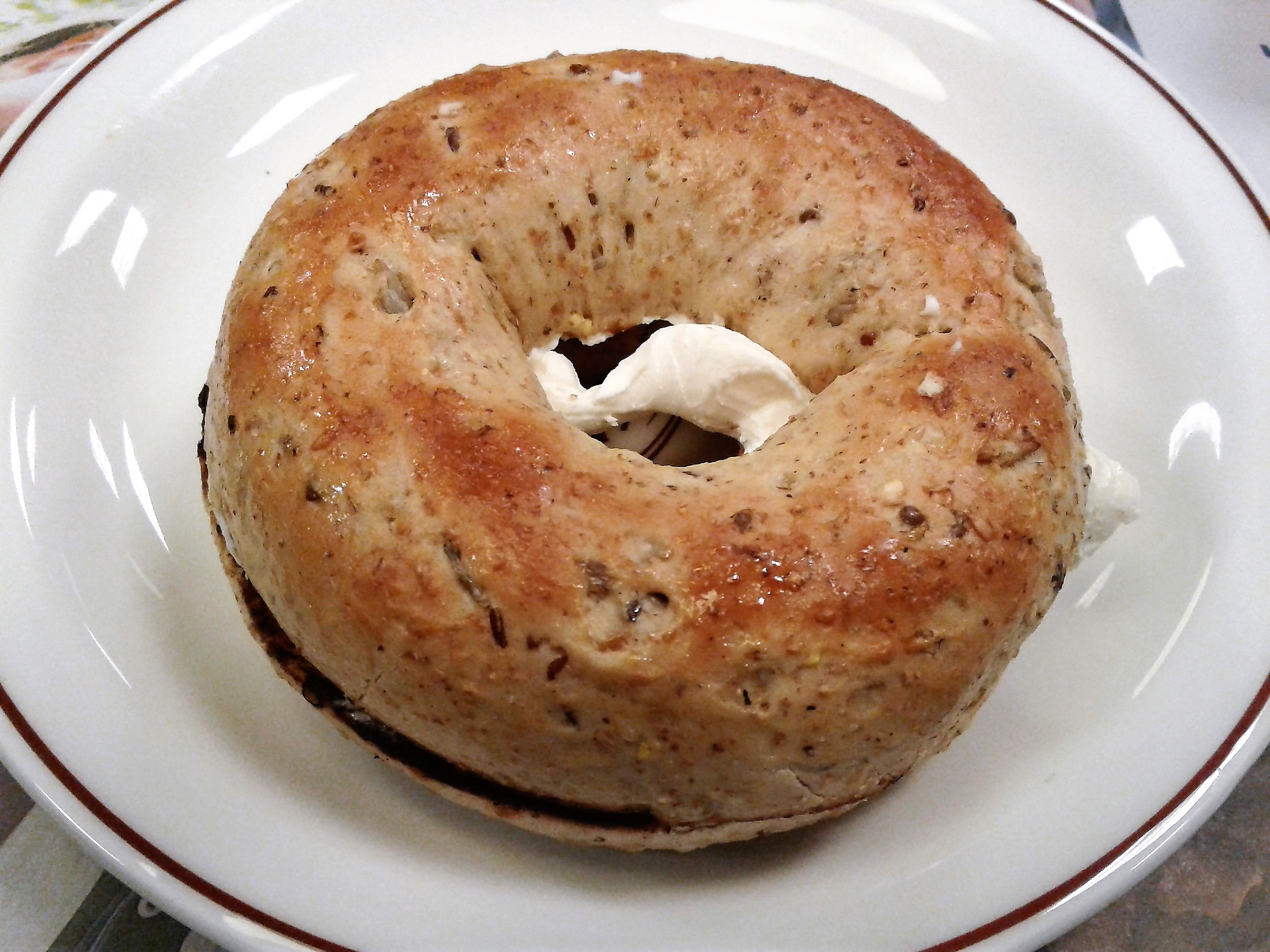
Bánh mì vòng Bagel ngũ cốc

Bánh mì vòng, có khi gọi là bánh mì tròn (tiếng Anh: bagel hoặc beigel), là một loại bánh mì của cộng đồng người Do Thái gốc Ba Lan. Bánh mỳ vòng thường được nhào nặn bằng tay làm thành hình dạng một chiếc nhẫn từ bột lúa mì men, có kích cỡ bằng bàn tay, được luộc trong một thời gian ngắn trong nước và nướng. Kết quả là một chất liệu bên trong dày đặc, nhai nhã, nhạt nhẽo với bề ngoài màu nâu và đôi khi nhăn nheo. Bánh mì vòng thường có hạt nướng trên lớp vỏ bên ngoài, với những hạt cà phê truyền thống là hạt hồi hoặc hạt vừng. Một số bánh mỳ vòng có thể có muối rắc trên bề mặt của chúng, và có các loại bột khác nhau, chẳng hạn như ngũ cốc nguyên hạt hoặc lúa mạch đen.
Bánh mì vòng bây giờ là một món ăn ẩm thực bánh mì phổ biến ở Bắc Mỹ, đặc biệt là ở các thành phố có đông đúc dân số là người Do Thái, nhiều người có các cách khác để làm ra bánh mỳ vòng. Giống như các sản phẩm bánh khác, bánh mỳ vòng có sẵn (tươi hoặc đông lạnh, thường có nhiều hương vị) ở nhiều siêu thị lớn ở các vùng quê này.
Thiết kế vòng với một cái lỗ ở chính giữa cơ bản là một truyền thống hàng trăm năm tuổi và có các lợi ích thực tiễn khác ngoài việc cung cấp cho nấu ăn thậm chí còn nướng bánh bột ngon hơn: Các lỗ có thể được sử dụng để luồn sợi chuỗi hoặc ghép lại với nhau thông qua các nhóm bánh mì, cho phép dễ dàng xử lý và vận chuyển và việc trưng bày người bán trông hấp dẫn hơn.

## Lịch sử

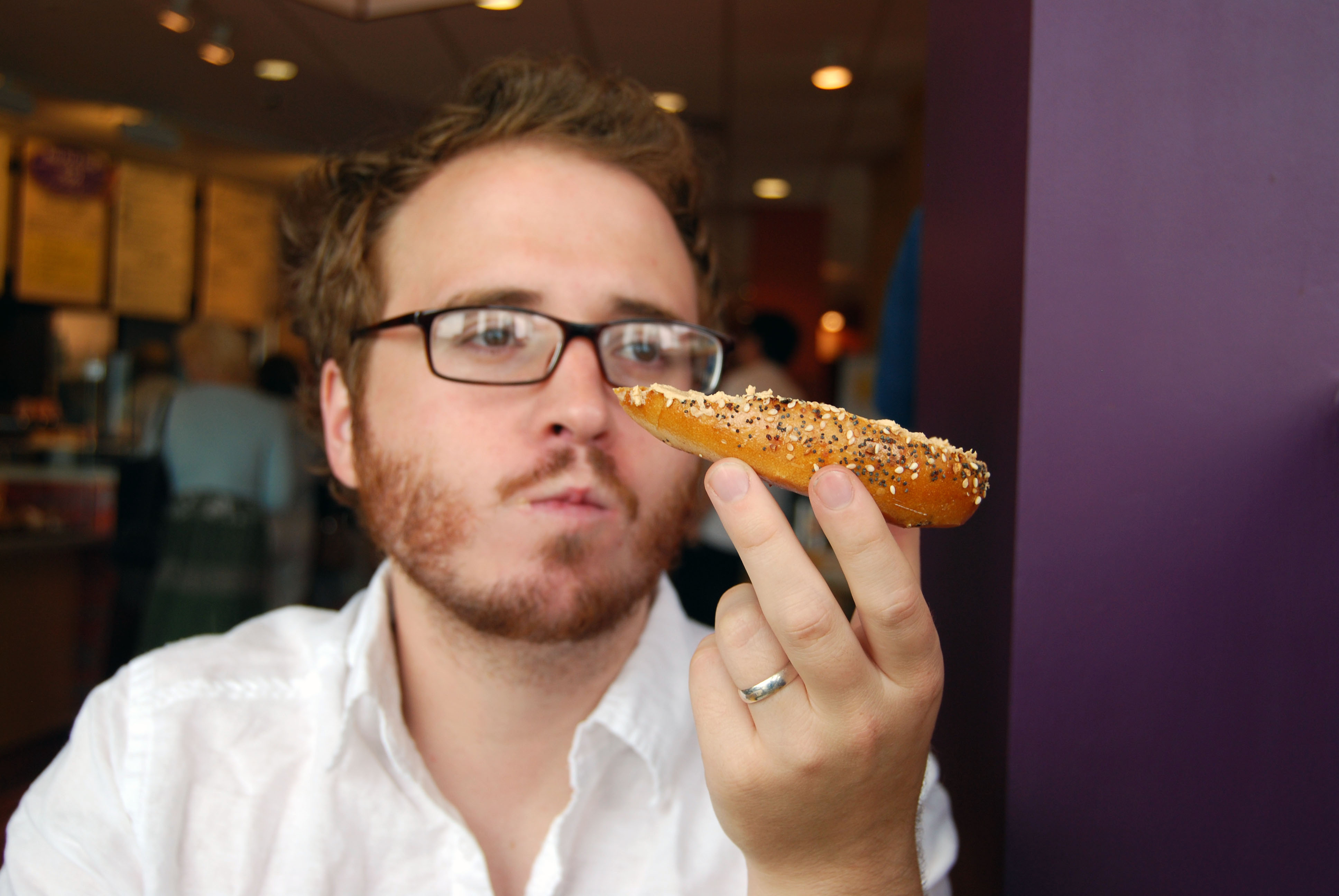
Một người ăn bánh mì vòng

Bánh mì vòng xuất hiện ở nước Mỹ Hoa Kỳ do sự hậu thuẫn và quảng bá phổ biến rộng rãi của người Do Thái Ba Lan với sự phát triển kinh tế mạnh mẽ tại thành phố New York, nơi Bagel Bakers Local 338 đã thống trị thị trường bánh mì hàng thập kỷ qua, họ đã ký hợp đồng với hầu hết các tiệm bánh mì trong địa phương và xung quanh thành phố cho các nhân viên của họ, những người đã chuẩn bị làm tất cả bánh mì vòng bằng tay.
Vào khoảng năm 1900, "bánh mì vòng brunch" trở nên phổ biến ở thành phố New York. Bánh mỳ vòng Brunch gồm bánh mì vòng với bánh phồng, kem, cây ông lảo, cà chua và hành đỏ. Sự kết hợp giữa các lớp phủ này và các kết hợp tương tự vẫn liên quan đến bánh mì vòng vào thế kỷ 21 ở Hoa Kỳ.
Bánh mỳ vòng được đưa vào sử dụng rộng rãi hơn trên khắp Bắc Mỹ vào cuối thế kỷ 20 với sự tự động hóa. Daniel Thompson bắt đầu làm quảng cáo trên máy bunel thương mại đầu tiên vào năm 1958; người nướng bánh mì Harry Baker, con trai của ông, Murray Lender, và Florence Sender cho thuê công nghệ này và đi tiên phong trong việc sản xuất tự động và phân phối bánh mì vòng đông lạnh vào những năm 1960. Murray cũng phát minh ra bánh mì được cắt sẵn.

## Tài liệu tham khảo văn hóa

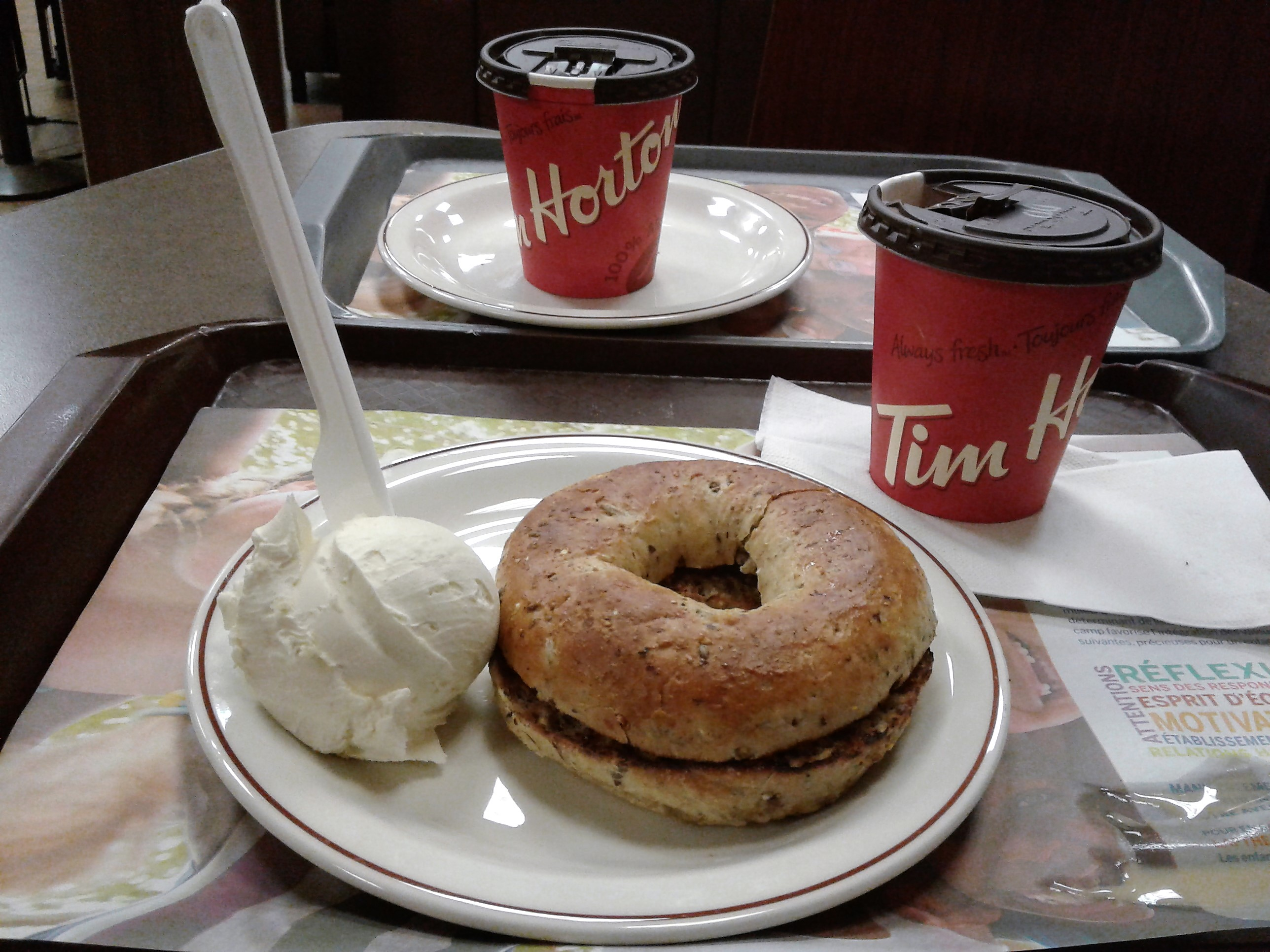
Bánh mỳ vòng bơ sữa và nước ngọt